# Victor Hillerström Rundh
Victor Hillerström Rundh, né le 24 janvier 1993 à Vetlanda, est un coureur cycliste suédois. Membre régulier du CK Hymer, il est devenu champion de Suède sur route en 2021,. 

## Palmarès et résultats

### Palmarès par année
- 2017
  - 3e de la Kinnekulle Cyclassic
- 2021
  -  Champion de Suède sur route
- 2023
  - 2e de la Coupe de Suède

### Classements mondiaux
| Année                                 | 2021 |
| ------------------------------------- | ---- |
| UCI Europe Tour                       | 445e |
|                                       |      |
| Légende : nc = non classéSource : UCI |      |